# Staatsuniversiteit van Novosibirsk
De Staatsuniversiteit van Novosibirsk (Russisch: Новосибирский Государственный Университет, afgekort НГУ; NGOe) is een openbare universiteit in Rusland, gelegen bij de stad Novosibirsk. De universiteit is opgericht in mei 1959 in de Sovjet-Unie door academici Michail Lavrentjev, Sergej Sobolev en Sergej Christjanovitsj. De oprichting van de universiteit was onderdeel van een programma om een Siberische tak van de Russische Academie van Wetenschappen op te zetten.
De universiteit is een van de bekendste universiteiten in Rusland.

## Faculteiten
De universiteit kent de volgende faculteiten:
- Mechanica en Wiskunde
- Natuurkunde
- Natuurwetenschappen
- Geologie en Geofysica
- Economie
- Informatietechnologie
- Geesteswetenschappen
- Buitenlandse talen
- Journalistiek
- Psychologie
- Filosofie
- Rechten
- Medische wetenschappen